# Mortes do parque Paturis
O caso das mortes do parque Paturis foi uma série de 13 mortes de gays ocorridas entre julho de 2007 e agosto de 2008 no Parque dos Paturis em Carapicuíba, na Grande São Paulo uma área frequentada por travestis e prostitutas.
As vítimas eram todas homens entre 20 e 40 anos. Dos treze homens que morreram, 11 foram mortos com tiros de revólver calibre 38 e um com uma arma semi-automática, talvez uma pistola. Só uma das vítimas foi morta a pauladas.